# Võnnu
Võnnu – osiedle (alevik) w Estonii, w prowincji Tartu, w gminie Kastre.

## Historia
Pierwsze wzmianki o Võnnu pochodzą z 1360 roku, ale pod postacią parafii, a nie wsi. Võnnu jako alevik istnieje od 1945 roku. Przed reformą estońskiej administracji samorządu lokalnego w 2017 roku Roiu należało do gminy Võnnu.

## Demografia
Według spisu ludności z 2011 roku w Võnnu mieszkało 552 mieszkańców, z czego 523 (94,7%) stanowili Estończycy. Według spisu ludności z 2021 roku w Võnnu mieszkało 581 mieszkańców, z czego 545 (93,8%) stanowili Estończycy.